# Mačvanska Mitrovica
Pour les articles homonymes, voir Mitrovica.
Mačvanska Mitrovica (en serbe cyrillique : Мачванска Митровица ; en hongrois : Szenternye) est une ville de Serbie située dans la province autonome de Voïvodine et sur le territoire de la ville de Sremska Mitrovica, district de Syrmie (Srem). Au recensement de 2011, elle comptait 3 873 habitants.
Mačvanska Mitrovica est une communauté locale, c'est-à-dire une subdivision administrative, de la ville de Sremska Mitrovica. Son nom signifie « Mitrovica de la Mačva ».

## Géographie

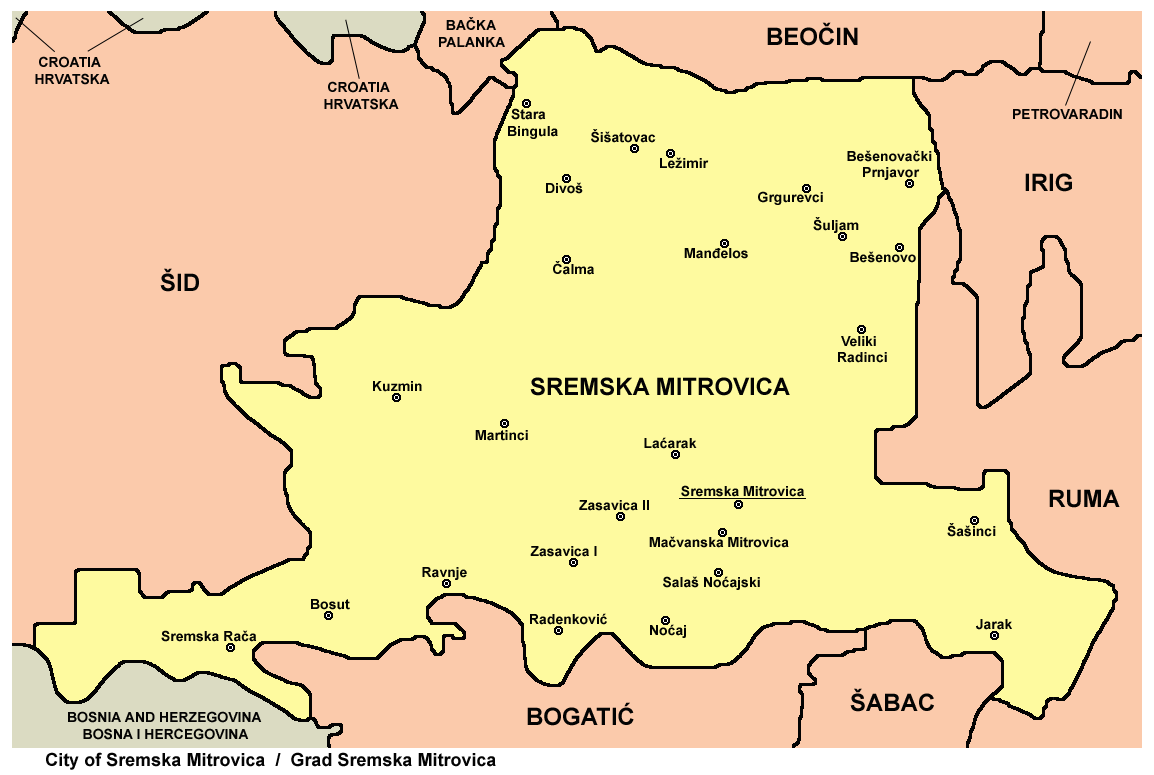
Localisation de Mačvanska Mitrovica dans la ville de Sremska Mitrovica

Comme les localités voisines de Noćaj, Salaš Noćajski, Radenković, Ravnje Gornja Zasavica et de Donja Zasavica, la ville de Mačvanska Mitrovica est située dans la région de la Mačva ; elle est la seule ville de Voïvodine située dans cette région. Elle est située sur la rive droite de la Save.

## Histoire

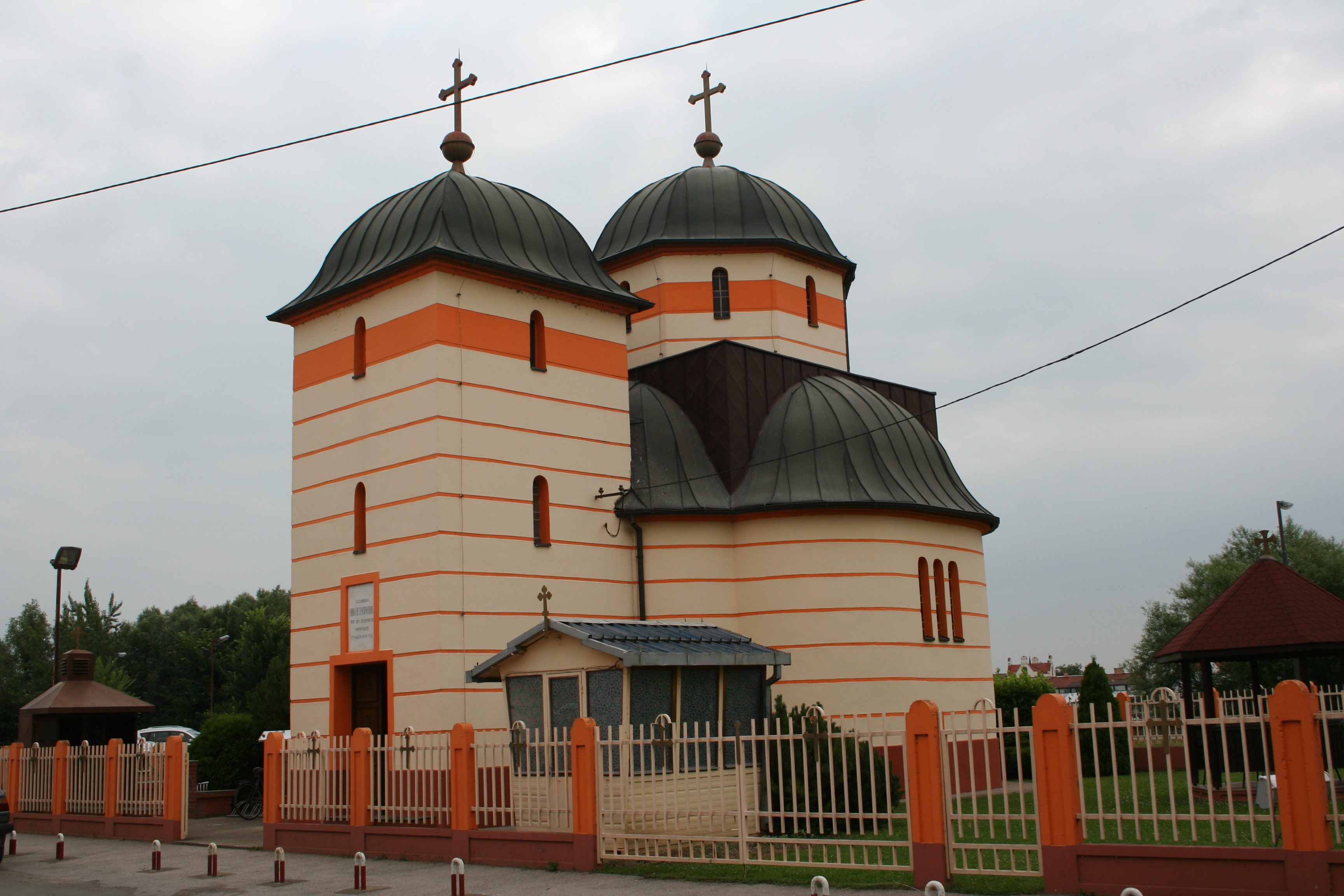
L'église de la Translation-des-Reliques-de-Saint-Nicolas de Mačvanska Mitrovica

## Démographie

### Évolution historique de la population
| 1948 | 1953 | 1961  | 1971  | 1981  | 1991  | 2002  | 2011  |
| ---- | ---- | ----- | ----- | ----- | ----- | ----- | ----- |
| 705  | 869  | 1 408 | 3 357 | 3 661 | 3 788 | 3 896 | 3 873 |

|  |

### Données de 2002
Pyramide des âges (2002)
En 2002, l'âge moyen de la population était de 37,6 ans pour les hommes et 40 ans pour les femmes.
Répartition de la population par nationalités (2002)
En 2002, les Serbes représentaient 92,9 % de la population ; la ville abritait notamment une minorité rom (2,2 %).

### Données de 2011
En 2011, l'âge moyen de la population était de 41,3 ans, 40,1 ans pour les hommes et 42,4 ans pour les femmes.